# Turnov

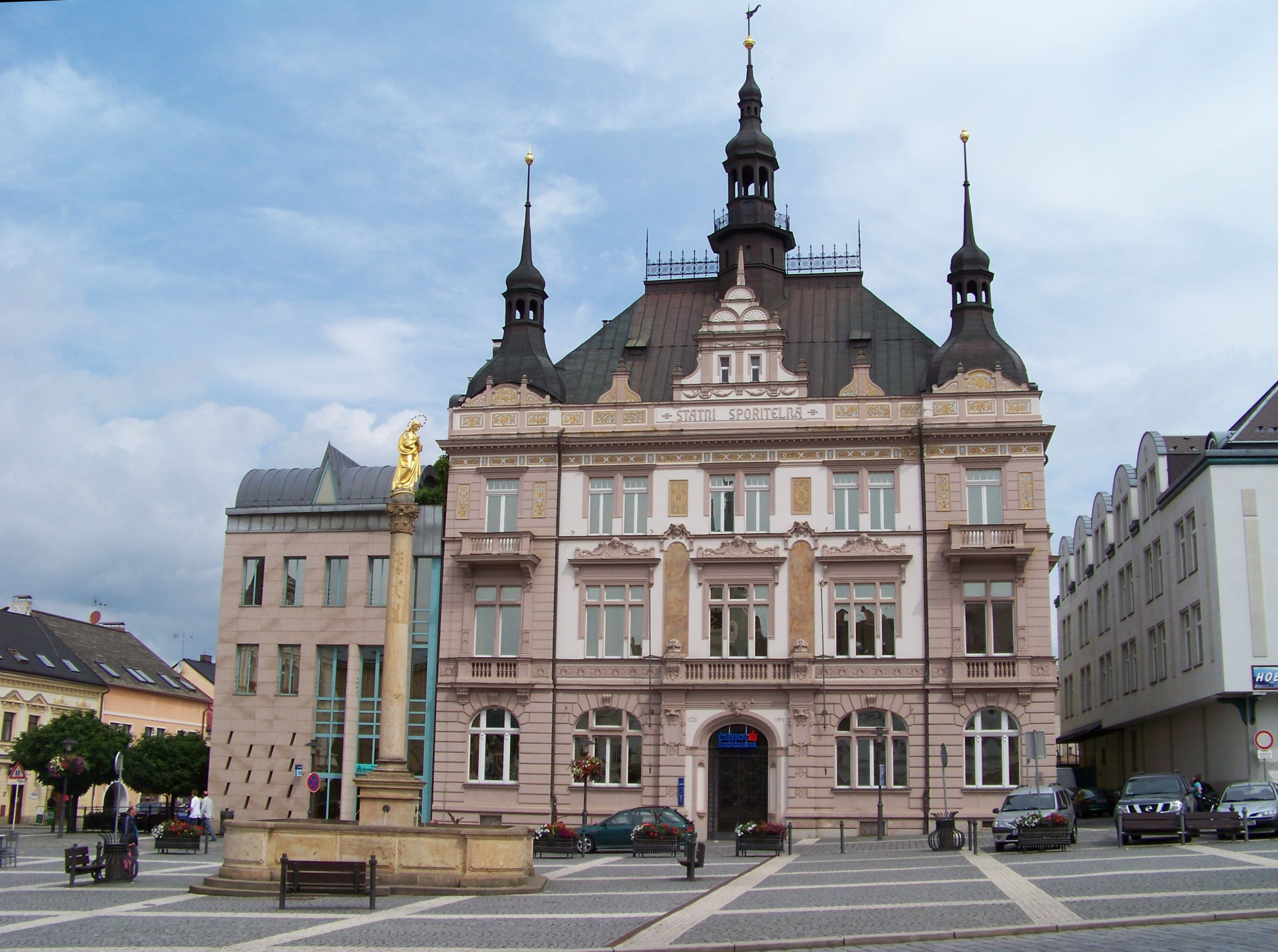
Plaza de Paraíso Checo (Plaza Mayor)

Turnov (AFI: [ˈturnof]; en alemán: Turnau) es una ciudad con una población de 14.500 habitantes situada en el norte de La República Checa, en el distrito de Semily, que forma la parte sur de la región de Liberec, junto a la reserva natural Paraíso checo (CHKO Český Ráj). La ciudad está dividida a dos partes por el río Jizera. Además, la ciudad está compuesta de 5 partes catastrales que están divididas a 13 partes municipales.

## Historía
Los primeros cavernícolas se establecieron en el lugar donde hoy está Turnov, en el décimo milenio a. C. Sin embargo, la primera ola de asentamiento más significativa llegaba en el quinto milenio a. C. con los agricultores neolíticos. 
En el área fue considerablemente poblada por las tribus de culturas lusaciana y de los campos de urnas. No obstante, estas culturas desaparecieron después de la invasión de los celtas.
La ciudad de Turnov fue fundada en 1272 por Jaroslav y Havel de Markvartice. Durante esta época, un monasterio dominicano también fue establecido. Durante la Edad Media Turnov cambió sus soberanos varias veces, estuvo bajo el dominio de las familias nobles como los Smiřičtí y los Wartenbergos, y el famoso militar Albrecht von Wallenstein.
Turnov fue víctima del fuego varias veces, por ejemplo, en el año 1468 cuando fue destruido por los cruzados de Lausitz y en el año 1643 durante Guerra de los Treinta Años por los suecos.
Turnov también tiene una larga historia e importante en relación con el proceso de las piedras preciosas. Por lo tanto, no es sorprendente que en el año 1882 la primera escuela técnica del proceso de las piedras preciosas, los metales y las joyas en toda Europa se fundara allí. En la actualidad, todavía es una de las escuelas de más prestigio de este tipo en todo el mundo. 
Durante el renacimiento nacional en la segunda mitad del siglo XIX Turnov era el lugar de residencia de intelectuales tan importantes como Václav Fortunát Durych (el fundador de eslavística) y Antonín Marek, quien colaboraba con Josef Jungmann en su diccionario de la lengua checa.

## Monumentos

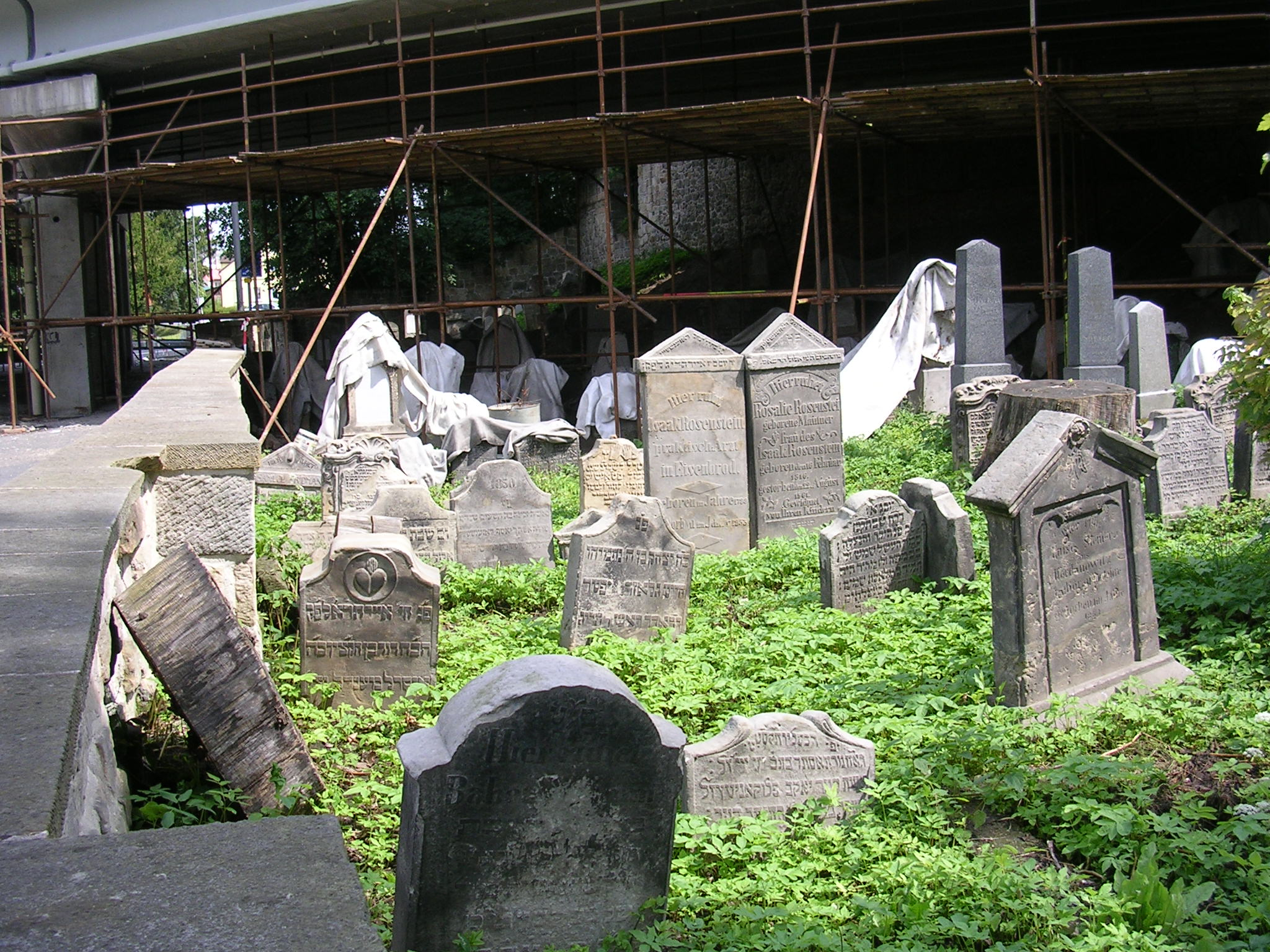
cementerio judío

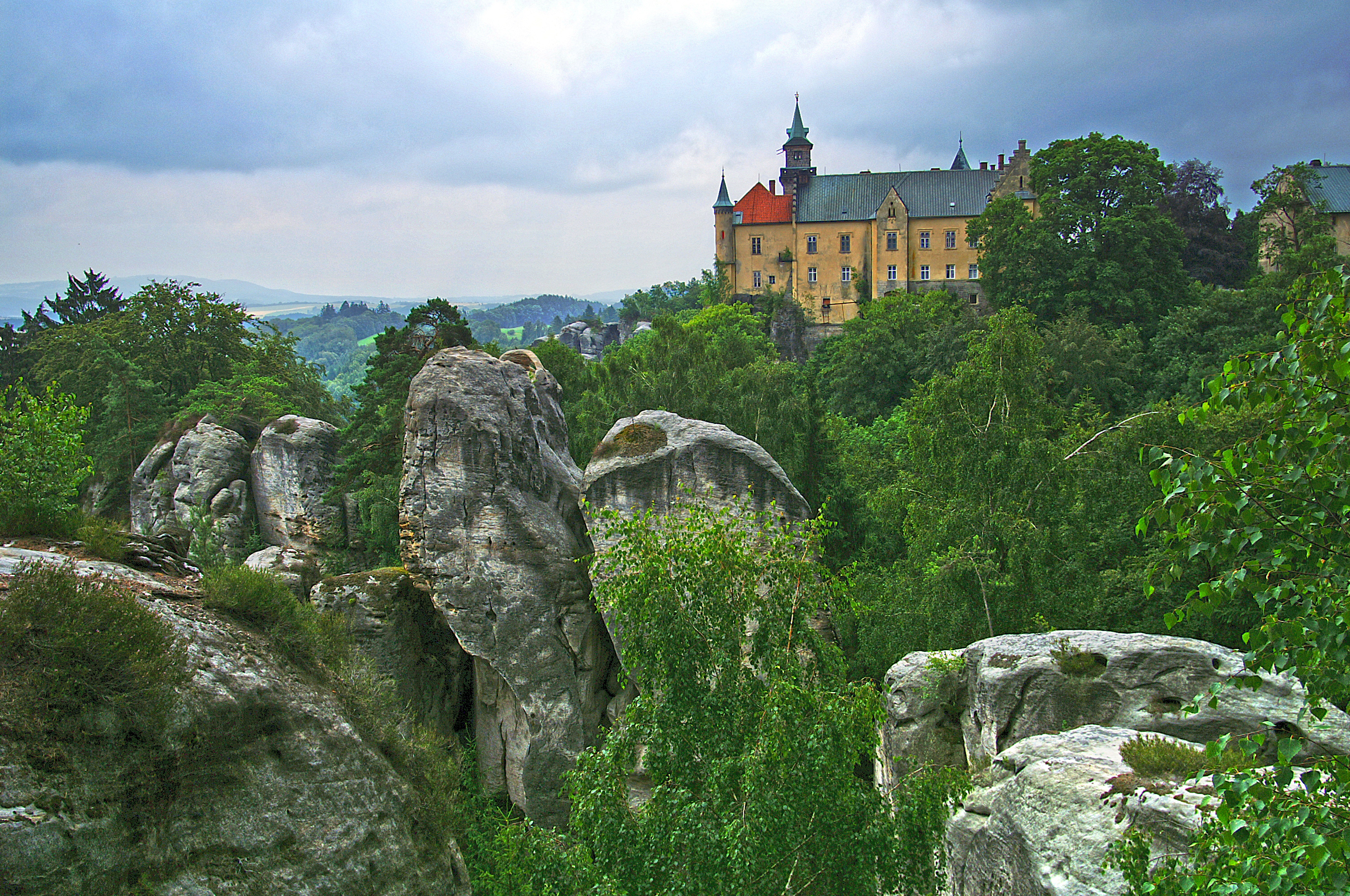
Hrubá Skála

Turnov es notable por el asentamiento de los judíos y monumentos como la sinagoga (la única en el norte de La República Checa que sobrevivió a la ocupación de los nazis durante la Segunda Guerra Mundial) y el cementerio judío.
Otros monumentos son los castillos Valdštejn (alemán: Wallenstein, sede del famoso militar de la época de la Guerra de los Treinta Años, Albrecht von Wallenstein), Hrubá Skála, Hrubý Rohozec y Trosky así como el chateau Sychrov, el museo del Paraíso Checo, cuatro iglesias medievales y uno de los teatros de piedra más antiguos de la República Checa.

## Residentes notables
- Josef Pekař, historiador
- Jan Patočka, filósofo, firmante de la Carta 77
- Antonín Marek, sacerdote, autor
- Václav Fortunát Durych, sacerdote, eslavista
- František Xaver Drozen, fabricante de violines
- Josef Rakoncaj, alpinista
- Roman Koudelka, saltador de esquí
- Jaroslav Rudiš, escritor

## Ciudades hermanadas
- Reeuwijk, Países Bajos
- Jawor, Polonia
- Niesky, Alemania
- Keszthely, Hungría
- Murska Sobota, Eslovenia
- Alvesta, Suecia
- Idar-Oberstein, Alemania
- Zacatepec de Hidalgo, México